# パスクリスチャン (ミシシッピ州)
パスクリスチャン（英: Pass Christian、[ˌpæs krɪsˈtjæn] 発音例）は、アメリカ合衆国ミシシッピ州の南部メキシコ湾岸、ハリソン郡の都市である。ガルフポート・ビロクシ大都市圏に属している。2010年国勢調査での人口は4,613 人だった。

## 歴史

### 前史時代
メキシコ湾岸にアメリカ・インディアンが何時頃到着したか正確なことは分かっていないが、発見された人工物によって、数千年前には人類が住んでいたことを示唆している。
ミシシッピ州南部のメキシコ湾岸一帯でインディアン・マウンドが発見されているが、その多くは人工物のハンター、農夫、開発業者および洪水によって破壊されてきた。1768年のイギリスの地図では、マーケット通りに近い海岸に大きなマウンドが存在していることが示されていた。他にもセントルイス湾の北岸、ダリル近く、バイユー・ポーテージとシェリー・プランテーションにあった。この地域のマウンドと貝塚には、鏃、土器、人骨が入っていたが、長い間にアマチュア考古学者に盗まれ、発見されたものの多くは個人の収集品に入った。パスクリスチャンとロングビーチの境界、ホワイトハーバー道路がアメリカ国道90号線と交差する所近くに、インディアンの集落が存在していた。その住人を、地元の者は「ピッチャー・ポイント・インディアンス」と呼んでいた。このインディアン集落のおおよその場所は、ホワイトハーバー道路の東数百ヤードである。この場所に遺跡は無いが、地域の海浜からは、長い間に多くの鏃や土器片が見つかっている。

### スペインの探検家
1528年、スペイン人パンフィロ・デ・ナルバエスの遠征隊で生き残ったアルバル・ヌニェス・カベサ・デ・バカ達が着の身着のまま上陸して、カーノンと呼んだ人々の間で飢えていたのがピッチャー・ポイントである可能性がある。この話は友好的なインディアンによってデバカに伝えられており、「スペイン人はあまりに弱くて自らを守れなかったので、インディアンがスペイン人を殺した」ことになっていた。

### フランスの探検家
パスクリスチャンは、フランス系カナダ人の探検者によって、1699年に発見された。これはビロクシにフランス植民地が設立された直後のことだった。1699年6月、フランスはパスクリスチャン半島で水路を探っていた間に、そこで多くの牡蠣を発見したことで、その水路をパス・オ・ユイトル（牡蠣の水路）と名付けた。パスクリスチャンはその近くの水深が深い水路に名付けた。こちらは1746年から近くのキャット島に住み始めていたニコラス・クリスチャン・ラドニエにちなんだ命名だった。
彼らは翌日悪天候のためにアイル・オ・ベッソー（船の島）に留まった。6月13日、アイバービルとその兄弟のビヤンビルが13人の隊員を伴って岸に上がるために、島の西端から真北に船を向けた。その上陸は現在のボーボアールからエッジウォーターの間のどこかであると考えられる。
翌朝、彼らは海浜沿いに東側を探検し、砂の上の足跡を辿って、ディア島をカヌーで去ろうとしていた3人のインディアンを視界に収めた。アイバービルがビロクシ湾を渡って彼らの跡を追い、オーシャンスプリングスで岸に達するところで追いついた。3人のインディアンの中で若い者2人は森の中に逃亡し、年寄りで死にかけている者が残された。フランス人は彼のために藁のベッドを作って、火を焚き、その後に自分達の宿営所を作った。不運にもインディアンの周りの草に火が付き、その火はやがて消えたが、その老人は半時間後に死んだ。
アイバービルの隊員が森の中で老女を掴まえ、彼女に贈り物を与えて、その部族の所に連れて行かせた。インディアンとの初の外交的接触がなされ、インディアンは彼らに西方にある大きな川のことを伝えた。
2月27日、アイバービルはビヤンビル、M・ソーボル、さらに48人の隊員と共にミシシッピ川を訪れるために「風と小雨の中を」出発した。彼らは後にセントルイス湾と名付けた海域の南端近くで夜を過ごし、翌日は霧と雨の中をブレトン・サウンドを横切り、それが翌日も続いた。3月2日、彼らは嵐が来る前に帆走し、ミシシッピ川河口を突き止めてその中に入り、上流に遡って様々なインディアン部族と接触し、3月16日になって、装飾された柱に出くわした。それはホウマ族とバヤグラス族の境界を示すものだった。彼らはその場所を「赤い棒」すなわちフランス語で「バトンルージュ」と呼んだ。アイバービルは帰りの旅で、その14年前にアンリ・デ・トンティがロベール＝カブリエ・ド・ラ・サールに宛てて書いた手紙という形態で求めていた証拠を見つけた。この手紙はモングラチャ族の酋長の元に残されており、アイバービルが幾つかの斧とナイフと交換に手に入れた。
アイバービルはそれから間もなく隊を2つに分けた。ビヤンビルはミシシッピ川河口に戻り、アイバービルはパスマンシャク、モールパ湖、ポンチャートレイン湖の地域を探検し、リゴレッツを通って海に戻った。
アイバービルが4月27日にその船を降りる時、1か月以内に戻らなければフランスに戻るように指示していた。3月30日、アイバービルはセントルイス湾入口近くで宿営し、大きな焚き火を焚いてその帰還を知らせていた。
翌朝、アイバービルはキャット島を認め、それから間もなく船に到着した。その約1時間後にビヤンビルとその隊も到着した。

### 未亡人アスマルド
1781年、パスクリスチャン半島の全てを、フリア・ド・ラ・ブロッセ（未亡人アスマルド）が所有していた。1799年にブロッセが死んだ時に、広さ800アルパン (4.1 km2) の土地、これはパスクリスチャン中心街全部に相当したが、それを有色の自由人チャールズ・アスマーに譲渡した。アスマーの死のときにもその資産を相続者に残した。パスクリスチャンの町は1848年に公式に町として認証された。

### 1814年の戦闘
米英戦争の1814年12月12日夜、イギリス兵1,000名以上と42隻の艀がニューオーリンズに向かう途上で、シップ島とキャット島の間の水路を通り、ミシシッピ州の海岸を西に進み、パスクリスチャンの海岸沖を通過した。この部隊をマルーロー島沖に居たアメリカ船7隻を指揮していたトマス・アップ・ケイツビー・ジョーンズ中尉が密接に監視しており、イギリス軍は12月13日夜にパスクリスチャンの西端であるヘンダーソンズ・ポイントに停泊していた。ジョーンズはテンダー船のシーホースを航海士のウィリアム・ジョンソンに指揮させて、セントルイス湾に送り込み、公的貯蔵所がイギリス軍の手に落ちた場合に備えて物資を移動させる支援をさせた。続いてアリゲイター号をシャルマットに送り、アンドリュー・ジャクソン将軍にイギリス軍の接近を警告させた。
イギリス艦隊到着の報せは郡全体に広がり、14日の日の出頃には艦隊が通り過ぎるのを見るために崖の上に大群衆が集まった。崖の下アルマン・アベニューで弾薬を積もうとしていたシーホースを拿捕するためにイギリス船3隻が派遣された。集まった群衆の中に松葉杖を突いた年配の女性、ミス・クレイボーンがおり、ナチェズからここに来ていた。午後2時頃、今にも起ころうとしていた攻撃を監視していたクレイボーンは、「我が国を守るために誰も一発を放たないというなら」と言って、トゥルム市長の葉巻を取り上げ大砲の一門に点火した、と言われている。その砲弾はシーホースの上を飛び越え、接近して来ていたイギリス船近くに着弾した。シーホースのジョンソン船長は岸からの応援砲撃があると考え、その機会を捉えてイギリス艦隊を攻撃した。ジョンソンの船の甲板には6ポンド砲1門があり、半時間の激しい砲撃によってイギリス艦隊は後退した。イギリス艦隊はさらに4隻の艀が加わり、7隻となって攻撃を再開した。ジョンソン船長の防御は勇敢なものだったが、イギリス軍が数で優っていたので、その小さなスクーナーが捕まえられるよりも、自爆させる道を選んだ。
ミシシッピ・サウンドにいたアメリカ艦隊の残りは艀が4隻であり、マルーロー島とポイント・クリアーの間の西行きの海流に錨を降ろしていた。15日朝、イギリス艦隊はその海流に漕ぎ寄せてアメリカ艦隊から約2マイル (3 km) に達し、そこで攻撃の前に朝食の茶を飲み、休憩を取った。午前10時半頃、イギリス艦隊はトマス・アップ・ケイツビー・ジョーンズ中尉が指揮する勇敢な小艦隊に接近した。
12時40分までに戦闘は終わった。アメリカ兵6名が戦死し、35名が負傷した。イギリス軍は戦死17名、負傷77名となった。イギリス軍が大きな損失を出したことに加えて、この戦闘の大きな意義は、アンドリュー・ジャクソン将軍がシャルメットの防衛のためにより多くの兵士を集め、防塞を完成させるだけの時間を与えたことだった。ジャクソンは1815年1月7日におきたニューオーリンズの戦いでイギリス軍に勝利できた。
イギリス軍は事前に勝利を確信していたので、敵地を占領した後でそこを統治することを想定して文民を連れてきていた、さらにミシシッピ州の海岸にある諸島にはそれを待っている彼らの妻や子供達までがいた。しかし、ニューオーリンズでのアメリカ軍の大勝利はそれほど重要なものではなくなった。なぜなら既に和平条約が調印されていたが、その知らせがメキシコ湾岸まで届いていないだけだったからだった。、
ミシシッピは1817年12月に州に昇格し、ミシシッピ州議会が最初に起こした行動は、パスクリスチャンとは湾を隔てて真向いのベイセントルイスを法人化し、州都にさせることだった。議会の朝の会期では法人化が成立したが、午後の会期ではランキン郡の代議員がその投票先を変更し、ナチェズ市が州都に指定された。ナチェズはその後の2年間州都だったが、その後はジャクソンに移転され、それが現在まで続いている。

### 南北戦争
南北戦争以前のパスクリスチャン町は有名なリゾート地だった。ニューオーリンズの富裕層が海浜を好み、夏の家を建てる場所となった。海岸線にそって歴史ある邸宅が並び、景観の美しいシーニック・ドライブは国内でも著名な歴史地区の1つだった。サザン・ヨットクラブが1849年に設立され、南部では初、全米でも2番目のヨットクラブとなった。最初はパスクリスチャンにあったが、1857年にニューオーリンズに移された。パスクリスチャン・ヨットクラブが創られたのは20世紀も半ばのことだった。
南北戦争の間、パスクリスチャンの戦いが行われ、北軍の砲艦USSマサチューセッツが町を砲撃した。パスクリスチャンのに駐屯していたミシシッピ第3連隊が、北軍がビロクシに上陸することを予測してその方向に行軍して行ったので、パスクリスチャンは全く防護されないままになった。ある家の主婦が2階のバルコニーに駆けあがり、白いベッドシーツを振った。それが降伏の旗となり、砲撃が止んだ。北軍兵は町を略奪した後で引き揚げたが、食料を含め押収するようなものはほとんど残っていなかった。この小戦闘はベッドシーツの降伏と呼ばれるようになった。

### パスクリスチャンの旗
1861年9月4日、アシュベル・グリーン大佐を含む69名の者が軍務のために集まった。彼らはダールグレン衛兵中隊を構成し、それがミシシッピ第3歩兵"C" 連隊に属し、ジョン・ディーソン大佐が指揮した。パスクリスチャンのダールグレン衛兵隊はトマス・A・メロン中佐が指揮し、ホワイトロック道路とパス道路が交差する地点近く、パスの北東2マイル (3 km) に位置したキャンプ・タグビルで宿営していた。
1862年初期、パスクリスチャンの女性たちが男性たちに対する愛、その主権国家に対する献身、戦争遂行への協力を表現する旗を作ることで、その精神を高揚させた。彼女たちの制作した旗はパスクリスチャンの旗と呼ばれ、主権国家ミシシッピ共和国の公式の旗となった。

### ハリケーンと災害対応

#### ハリケーン・カミーユ
パスクリスチャンはアメリカ合衆国を襲った中でも最大級に激しかったハリケーン2つの通り道となった。すなわち、1969年8月17日のハリケーン・カミーユと2005年8月29日にハリケーン・カトリーナである。それぞれが町のほとんど全てを破壊し尽くした。
ハリケーン・カミーユは20世紀でも2番目に強かったハリケーンであり、1969年8月15日金曜日にハリケーンだと宣言された（時速74マイル、秒速33 m 以上の風速があるもの）。その2日後の8月17日日曜日、パスクリスチャンのあるミシシッピ州メキシコ湾岸を襲った時までに、風速は時速190マイル (84 m/s)、最大風速は210ないし220マイル/時 (93 - 98 m/s) となっていた。気圧は909 mb (909 hPa) と、記録に残る中で2番目の低さになっていた。雨滴が弾丸のように当たり、メキシコ湾岸の波は通常の海面より22ないし28フィート (6.7 - 8.5 m) の高さになっていた。観測史上でカミーユは上陸時にカテゴリー5だったことで2番目のハリケーンであり、上陸時の強度でも国内第2位だった。1935年のレイバーデイ・ハリケーンが最初のカテゴリー5のハリケーンであり、アメリカ合衆国の記録に残る中で最強最大のハリケーンとなっている。
ハリケーン・カミーユは、リシュリュー・アパートを破壊し、その中で嵐を乗り切ることを選んでいた8人を死亡させた。リシュリュー・アパートはメキシコ湾岸に面しており、波打ち際からは250フィート (76 m) 足らずしか離れていなかった。8月17日日曜日の早朝、嵐はニューオーリンズの南東200マイル (320 km) にあった。ミシシッピ州海岸全体にハリケーン警報が発せられた。避難が奨励されたが、リシュリュー・アパートの住民の中にはその警報を無視する者がいた。8月17日午後10時15分、嵐の先端が海岸に達した。リシュリュー・アパートは全壊となった。残っているのは建物の基礎と地中に掘られた水泳プールの壁だった。コンクリート・ブロックに当たった水の力で建物は完全に破壊された。1974年に放映された74分間のテレビ映画『ハリケーン』には、実際にカミーユで撮影された映像が使われている。

#### ハリケーン・カトリーナ
2005年8月29日、パスクリスチャンはハリケーン・カトリーナによってほとんど全滅の被害を受けた。市内にあった8,000軒の家屋の中で、500軒を除く全てが損傷を受けるか破壊された。海浜を走るシーニック・ドライブは小さな崖の頂部を辿るので、そこそこの高さがあるという事実にも拘わらず、道路沿いの歴史ある邸宅のほとんどが大きな被害を受け、その多くが全壊となった。その中には合成に修復されたギリシャ復古調の邸宅「ユニオン・クォーターズ」があり、1855年に建設されたとアメリカ合衆国国家歴史登録財には表示されていた。この建物の前にあった鋳鉄のフェンスが、1960年に建てられたマグノリア歴史標識を囲むために使われている。それには「北軍の士官がパスクリスチャン侵攻の間にここを一時的な宿舎とした」と書かれている。
ハリケーン・カトリーナは地元の公共図書館を完全に破壊した。それは再建された。市警察署のメンバー13人は、警察署が安全ではなくなり、メキシコ湾からの水が浸水し始めたときに、図書館まで避難していた。
その図書館は市役所から小さな駐車場を隔ててすぐ北にあったが、標高は低かった。水位が市役所まで上がって来たときに、駐車場にあった警察の車が浮かび始め、水の流れによって駐車場周りに漂った。車の1台が建物の南側ドアに当たって崩壊させ、メキシコ湾の水がカトリーナの強風に押されて建物内に押し込まれた。警官たちは水に抗いようもなく、急速に水が入って来るコンクリートの箱の中に閉じ込められていた。何とかして脱出しなければならないと悟り、建物の北側のガラスを銃で撃とうとした。その銃弾はガラスに跳ね返されて、成功しなかった。合わせガラスは警官の持つ45口径拳銃の弾丸に耐えられることが分かった。自動車で南の壁が壊された後、建物に入って来る水の勢いが強く、それに逆らって泳ぐこともできなかった。脱出のための唯一の方法は流れに乗っていくことだった。警察署長のジョン・ダビソンは開ける必要のあった後ろのドアまで泳いで行き、何とか押し棒に触ることができた。続いてレイルを掴むと、高波が彼を運んでいった。図書館の内部にいた者達は外に出て、嵐が続く間屋上にいた。
パスクリスチャンを襲ったハリケーン・カトリーナの高潮は、高さ8.5 m (27.8 フィート) あったと推計され、全米の過去最大記録だった。海岸から内陸へ半マイル (800 m) も押し寄せた。高水位標識も壊されたので、高潮の最大の高さの推計も困難だった。海浜沿いのアメリカ国道90号線が損傷を受け、セントルイス湾に架かっていた橋はズタズタになり、新しい橋が部分的にも開通したのは2007年5月になっていた（その間は暫定的にフェリーが繋いでいた）。下水による汚染で飲料水が飲めなくなり、採取されたテスト水からは250以上のバクテリアや寄生物が発見された。2005年9月下旬まで、4ブロック内陸にある鉄道より南に行くのは適当な通行証明書がなければ制限され、犠牲者の捜索やがれきの除去が続けられた。2007年の初期になって、市の多くの場所で再建が進められていたが、大きな場所は空いたままとなり、住民が避難したままの家屋やその他の構造物が残っていた。多くの住人は今もFEMAトレイラー（アメリカ合衆国連邦緊急事態管理庁が手配したトレイラーハウス）に住んでおり、州外からのボランティアは依然として再建のために必要とされている。

## 地理

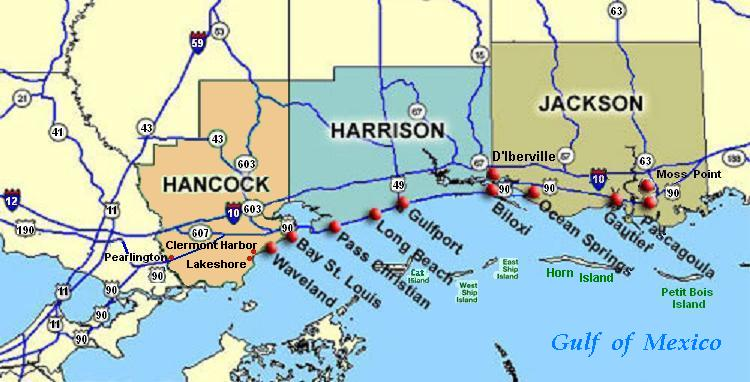
ミシシッピ州のメキシコ湾岸、パスクリスチャンは地図の中央にある。西隣はベイセントルイス市

アメリカ合衆国国勢調査局に拠れば、市域全面積は15.3平方マイル (40 km2)であり、このうち陸地8.4平方マイル (22 km2)、水域は6.9平方マイル (18 km2)で水域率は44.97%である。
ミシシッピ・サウンドの岸にあり、3方を水域に囲まれた半島になっている。南がメキシコ湾、西がセントルイス湾、北はバイユーが長く伸びている。
バイユーの北にある未編入領域はダリルと呼ばれ、パスクリスチャンと同じ郵便番号を使っているが、市域には入っていない。ダリルは元ウルフタウンと呼ばれていた。

### パスクリスチャン港

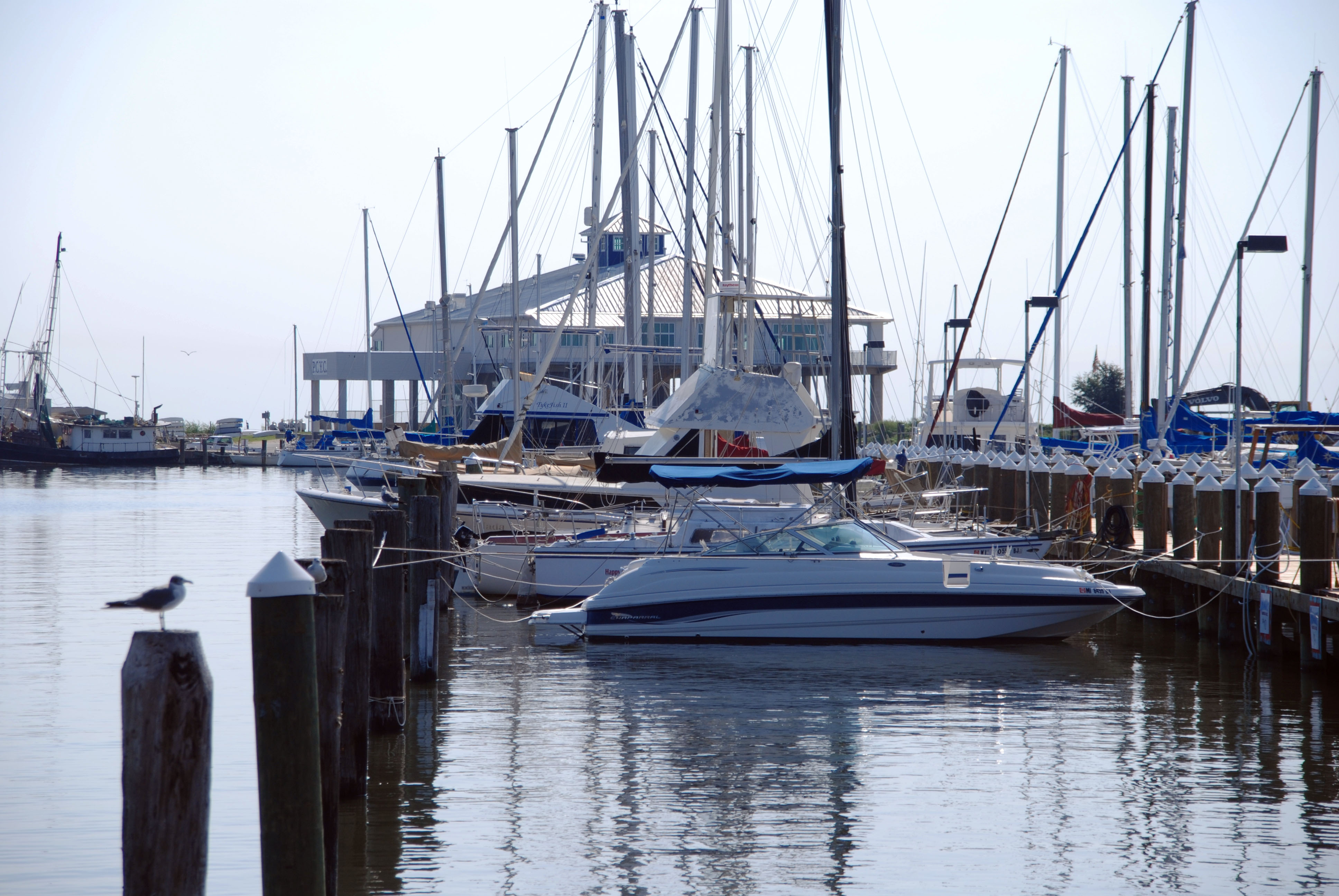
パスクリスチャン港

パスクリスチャン港は1956年の港湾委員会の創設で正式なものになった。1958年、高さ11フィート (3.3 m)、長さ350フィート (105 m) の防波堤が、T・L・ジェイムズ社によって建設された。このような港のコンクリート製壁は世界に2つしかなく、もう1つは日本にある。2つの防波堤ではおおよそ1,000リニアフィートの釣りポイントが認められている。港には桟橋が7本あり、そのうち4本は一般のプレジャーボートに、残り3本は商業用に宛てられている。ハリケーン・カトリーナに壊される前は、31フィート (9.4 m) から84フィート (25.6 m) の船346隻が係留され、さらに20か所の係留所があるスキフの桟橋もあった。飲料水、電力、シャワー、トイレが使え、餌と燃料のステーション、船のポンプ排水ステーションが使える。全ては2階建ての港マスター事務所が管理している。

### 牡蠣の岩礁
パスクリスチャンは世界でも最良クラスの牡蠣岩礁を所有していた。これがパスクリスチャンの経済に重大な寄与をしていた。すぐ沖合いにある牡蠣岩礁はミシシッピ州のメキシコ湾岸でも最大のものである。1699年にアイバービルとビヤンビルがこの水域の海図を作って以来、この岩礁が地図に載せられている。フランスの初期の地図では、パス・オ・ユイトル（牡蠣の水路）としてこの岩礁に言及されている。地域の約20平方マイル (52 km2) の海域に9つの岩礁がある。さらに西にはヘンダーソン・ポイントがあり、その1 (1.6 km) ないし2マイル (3 km) 南にカリコ岩礁がある。

## 人口動態
以下は2000年国勢調査による人口統計データである。
| 基礎データ - 人口: 6,579 人 - 世帯数: 2,687 世帯 - 家族数: 1,797 家族 - 人口密度: 301.7人/km2（781.2 人/mi2） - 住居数: 3,351 軒 - 住居密度: 153.7軒/km2（397.9 軒/mi2） 人種別人口構成 - 白人: 65.91% - アフリカン・アメリカン: 28.17% - ネイティブ・アメリカン: 0.62% - アジア人: 3.48%（大半はベトナム系） - 太平洋諸島系: 0.03% - その他の人種: 0.62% - 混血: 1.17% - ヒスパニック・ラテン系: 1.75% 年齢別人口構成 - 18歳未満: 23.4% - 18-24歳: 6.9% - 25-44歳: 25.3% - 45-64歳: 25.2% - 65歳以上: 19.1% - 年齢の中央値: 41歳 - 性比（女性100人あたり男性の人口） - 総人口: 86.9 - 18歳以上: 84.6 | 世帯と家族（対世帯数） - 18歳未満の子供がいる: 27.3% - 結婚・同居している夫婦: 46.6% - 未婚・離婚・死別女性が世帯主: 16.0% - 非家族世帯: 33.1% - 単身世帯: 27.4% - 65歳以上の老人1人暮らし: 11.3% - 平均構成人数 - 世帯: 2.38人 - 家族: 2.88人 収入と家計 - 収入の中央値 - 世帯: 40,743米ドル - 家族: 46,232米ドル - 性別 - 男性: 35,352米ドル - 女性: 22,195米ドル - 人口1人あたり収入: 26,008米ドル - 貧困線以下 - 対人口: 10.8% - 対家族数: 8.2% - 18歳未満: 18.0% - 65歳以上: 6.2% |

## 経済

### 製造業
デュポン・ホワイト・ピグメント・アンド・ミネラル・プロダクツ工場 - 現在はケムーアズ・ダリル工場と呼ばれる - は、ダリルの州間高速道路10号線南にある。この工場は二酸化チタンでは世界最大級の製造所であり、1979年から操業している。パスクリスチャンの町はこの工場に近く、セントルイス湾の真向かいにある。環境保護庁の有毒物放出目録に報告されているように、このデュポンの工場から化学品の放出に心配を表明する住民がいる。地域の水や空気が汚染されている可能性がある。デュポンのダリル二酸化チタン工場は環境保護庁の目録では3番目に多いダイオキシン類の化合物量を報告した。2005年、ハリケーン・カトリーナの高潮で、この工場のかなりの部分を浸水させた。ブルークラブは他の水棲物とは異なり、工場のコークスと鉱石の固形廃棄物排水に多いダイオキシン類化合物ポリ塩化ジベンゾフランを素早く代謝できる能力を持っていない。

### 海産物加工業

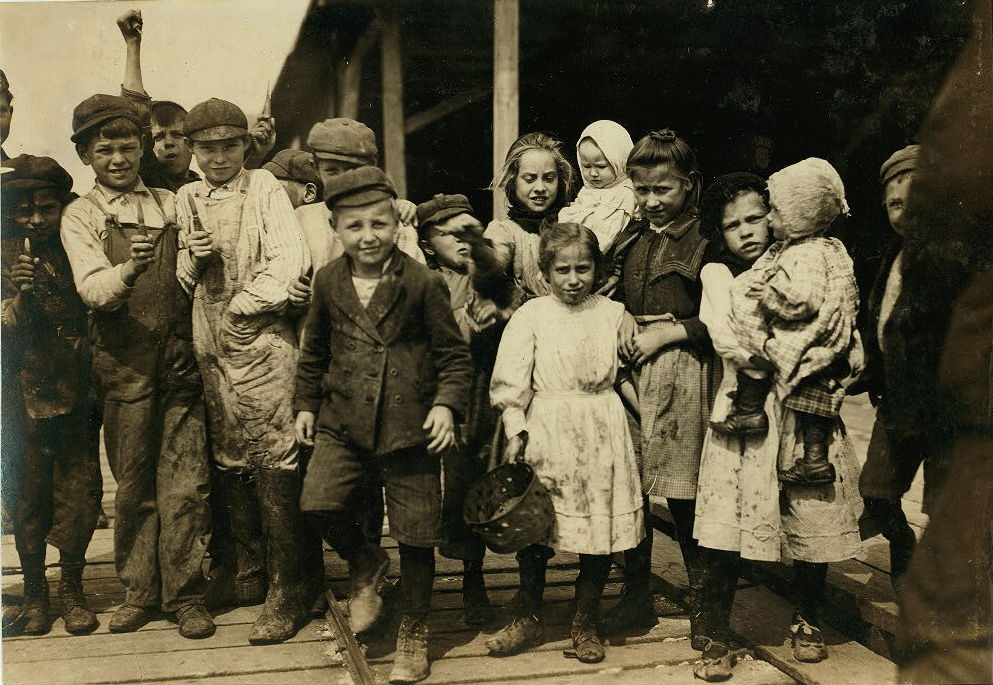
パス・パッキング社の牡蠣殻剥き手として雇われた児童労働者、ルイス・ハインが1911年に撮影

1899年5月16日、パス・パッキング社が、ジョージ・ブラント、F・アンドレッセン、フランク・サッター、T・V・コートニー、J・H・ノスト、ジョージ・H・テイラーを発起人として設立された。この工場はビロクシの企業であるダンバー・アンド・デュケイトに買収された。同社はベイセントルイスの缶詰工場も取得した。この工場は現在パスクリスチャン・ヨットクラブがある場所にあった。当初1902年に建設されたが、1947年のハリケーンで破壊された。労働者はトラックや有蓋車で到着し、工場が所有する特別のコテージに住んだ。マーケット・アベニューには大きなアパートがあり、地元の者は「白い象」と呼んだ。30家族が入っていたと言われている。さらに、次から次に増設された長屋もあった。ダンバー通りの「グリーン・ロー」には19軒、ウッドマン・アベニューの「レッド・ロー」には19軒の住居が並んだ。これら家屋は、1956年に牡蠣殻剥き機が据え付けられて、多くの従業員を抱えておく必要性が無くなった後で、廃止された。
海産物加工業者のジョージ・ワシントン・ダンバーに加えて、パスクリスチャンの海産物加工業のために州外の労働者を最初期に連れてきたアーネスト・ハドソン・メリックがいた。1908年、夏の間にニューオーリンズの暑熱を逃れてパスクリスチャンを訪れるようになった。メリックは海岸の漁業の可能性に興味を持ち、漁船群を構築し、牡蠣とエビの加工、包装、積み出しを行う工場を造った。アメリカ合衆国北部に向けて、最初に氷詰めした牡蠣とエビを送った者だった。中西部ではメキシコ湾岸の牡蠣の美味しさが大きな需要を呼んでいた。
この地域の海産物生産は大規模な魚類の死滅によって大きな影響を受けた。2010年の春と夏に起こった2010年メキシコ湾原油流出事故に加えて、ハリケーン・カトリーナによってかき混ぜられた有毒堆積物の存在、さらにルイジアナ州のボニー・ケリー放水路に記録的な量の清水が振り向けられたことで、海産物の生産が休止された。沖合の牡蠣の岩礁が特に厳しい打撃を受けた。ある地域では50ないし65%が死滅したと報告している。他の牡蠣岩礁では90ないし95%の死滅率とされる所もある。
ミシシッピ州の海産物加工会社のオーナーはメキシコ湾に大量の原油を漏出させた掘削リグの爆発について、連邦レベルの訴訟を起こした。2010年4月30日、地元海産物輸送業者ジェリー・フォート・シーフードのオーナーであるジェリー・フォートが、原油の漏出は海産物産業に損害を与える可能性があると主張した。フォートの弁護士がガルフポートのアメリカ合衆国地区裁判所に訴訟を起こした。その訴訟は損害の補償費として少なくとも500万ドルを求めており、トランスオーシャン、BP、ハリバートン・エナジー・サービス Inc.、カメロン・インターナショナル、および現代重工に対し、量を規定しない懲罰的賠償を求めている。

## 観光業

### ミドルゲイト日本庭園
1923年から1929年、ニューオーリンズの住人ルドルフ・ヘヒトとリン・ワトキンス・ヘヒトがパスクリスチャンの夏の家に、ミドルゲイト日本庭園を開発した。ヘヒト家は日本旅行の記憶を留めるためにこの庭園を建設した。この庭園はアメリカ合衆国国家歴史登録財に指定された。1923年から、この庭園は民間の住居型庭園となっている。この庭園も2005年のハリケーン・カトリーナで大きな損害を受けた。スミソニアン博物館はその収集品研究センターのウェブサイトにこの庭園を載せた。

### シャーマン城
ジェイムズ・S・シャーマンが67歳の時に、シャーマン城の建設を始めた。鉄鋼で補強されたセメントの城はウェストビーチ1012のアメリカ国道90号線沿いにあり、多くのハリケーンに耐えてきた。シャーマンはその死の時にその構造の大半を完成させており、壁の厚さは9インチ (23 cm) ある。構造の多くは先ず型を配置して、その中にコンクリートを流し込んでいくやり方で、小さなブロック毎に積み重ねて造られた。この城の主題は「神は私の彫刻家」であり、これが城の中にある銘板に詠われている。

## 市政府
パスクリスチャン市の政府は市長・市政委員会の形態を採っている。2016年時点で市長はレオ・"チッパー"・マクダーモットであり、2006年に前任者の辞任に伴う特別選挙で当選し、その後2009年、2013年と再選されている。

### 海軍建設工兵隊センター
ハリケーン・カトリーナの後の2005年9月9日、ガルフポート海軍建設工兵隊センターが、シービーをパスクリスチャンを含めハリソン郡とストーン郡に隣接する町に派遣し、市民の災害からの復旧を支援した。健康、衛生、気力を改善する手段として、シービーは一時的な下水道のために約3マイル (5 km) の鉄道のがれきを払い、洗濯装置を設置し、消防士やボランティアのために9口のシャワーを設置した。ハリケーンで家を失くした住民のために暫定住宅を建設して、1,000人を収容した。国内全体から派遣されたシービー250人が、市の戦争記念公園の後に集まり、暫定警察署など市の事務所を建設した。これはパスクリスチャンからの要請にシービーが答えた最初の機会ではなかった。1968年に町がハリケーン・カミーユに襲われたときも、海軍建設工兵隊が同様な救援を行った。

## 教育
パスクリスチャン教育学区が、市内、および内陸のダリル周辺とその北の未編入領域の学校を運営している。2番通りとチャーチ通りの角にあるパスクリスチャン中学校（元はパスクリスチャン高校）がハリケーン・カトリーナによって破壊された。この学校がハリケーン・カミーユの猛威に耐えたとする記念碑がそのまま残された。2001年に開校した新しいパスクリスチャン高校は、ほぼ2階まで水浸しとなったが、改修され、2006年10月に再開された。高校の通り向かいにあるパスクリスチャン小学校も浸水し破壊された。ダリル小学校が唯一残った学校であり、パスクリスチャン教育学区全学校の暫定学校となった。暫定のトレイラー教室、あるいは元の小学校で授業を行い、カフェテリアや体育館を共有した。
パスクリスチャン中学校と同小学校を収容する新しい教育施設が、3,200万ドルをかけたパスクリスチャン・センター・オブ・エクセランスである。この施設にはデイケア・センターもあり、キャンパスの北側には少年少女クラブも併設された。2010年にオープンとなった。2011年時点でダリル小学校が壊され、再建中である。
パスクリスチャン高校はブルーリボン学校である。
セントポールズ・カトリック教会の教区小学校と中学校も、ハリケーン・カトリーナによって破壊され、隣接するロングビーチ教区学校に統合されて、セントビンセント・ド・ポール学校となった。コースト・エピスコパル高校は、パスクリスチャンにある教区高校である。

## 著名な出身者
- マーガレット・ローシュ、テレビ局役員、プロデューサー、Foxキッズ・ネットワーク設立時のCEO、ホール・マーク・チャンネルCEO、テレビネットワークのザ・ハブCEO